# Vienna Institute of Demography
Koordinaten: 48° 12′ 53,4″ N, 16° 24′ 21″ O

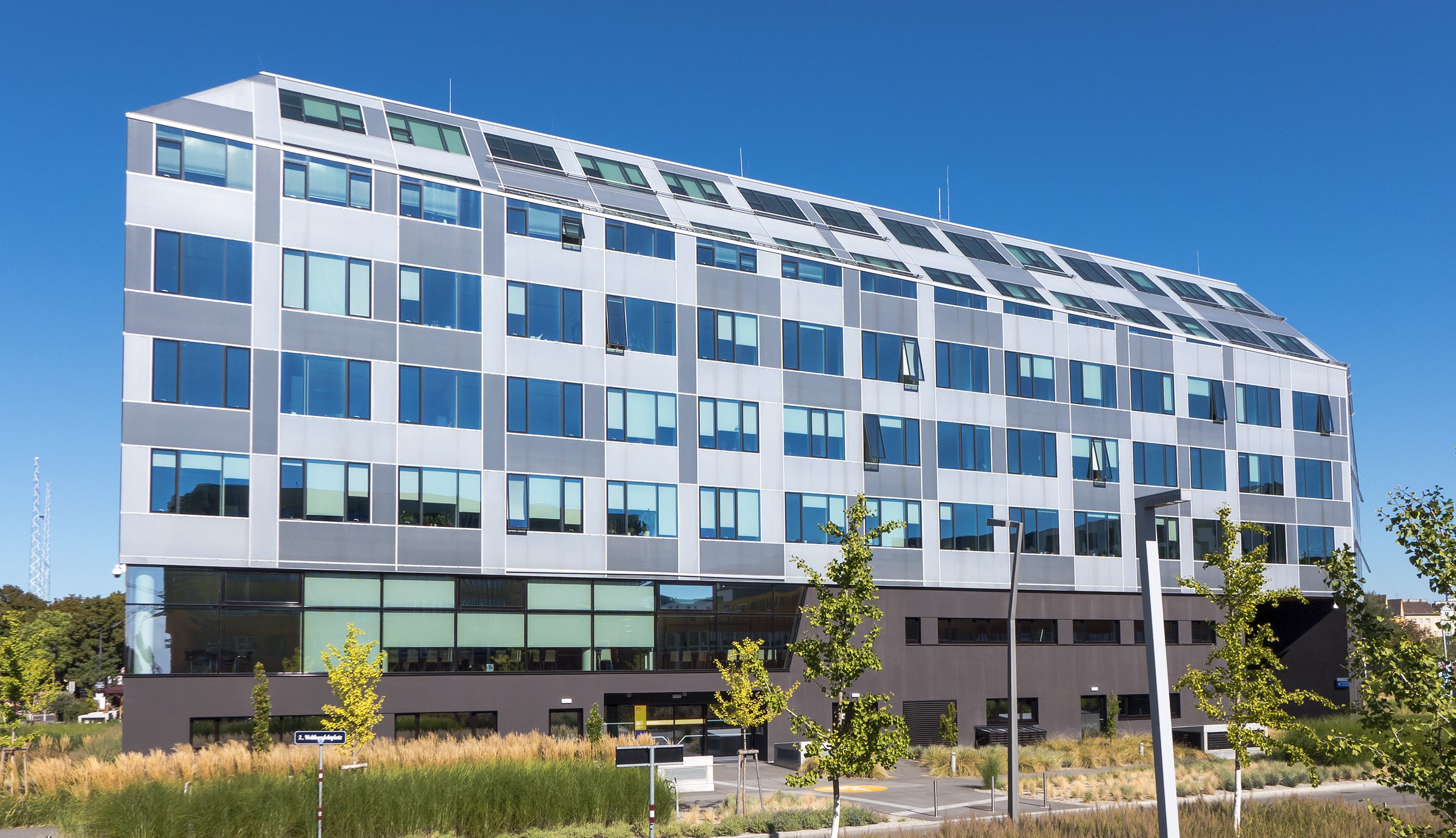
Vienna Institute of Demography (2016)

Das Vienna Institute of Demography (VID) ist eine Forschungseinrichtung der philosophisch-historischen Klasse der Österreichischen Akademie der Wissenschaften (ÖAW) und eine der drei „pillar institutions“ des Wittgenstein Centre for Demography and Global Human Capital.

## Geschichte
Auf Initiative mehrerer Wissenschaftler, die eine Forschungseinrichtung für Bevölkerungswissenschaft in Österreich anstrebten, darunter Wilhelm Winkler und Gustav Feichtinger, wurde im November 1975 das Institut für Demographie (IfD) als nicht-universitäres Forschungsinstitut der ÖAW in enger Zusammenarbeit mit dem Österreichischen Statistischen Zentralamt (der heutigen Statistik Austria) gegründet. Sein erster Direktor war Lothar Bosse, der das IfD zwölf Jahre lang führte. In den Anfangsjahren waren die Forschungsaktivitäten aus Budgetgründen noch begrenzt, konzentrierten sich aber bereits auf Theorie und Grundlagenforschung sowie Angewandte Demographie. Von Beginn an wurde Wert darauf gelegt, die Öffentlichkeit über demographische Themen und Forschungsergebnisse zu informieren, etwa durch die Publikation der „Demographischen Informationen“ (1981–2003, mit englischen Abstracts).
Bosses Nachfolger war Richard Gisser, der dem Institut 1987–1989 und nochmals 1993–2001 vorstand (dazwischen übernahm der Sozialwissenschaftler Rainer Münz) und auch danach als stellvertretender Institutsdirektor und Leiter der VID-Forschungsgruppe zu Demography of Austria am Haus blieb. Ab 1985 bekamen die Forschungsthemen der Bevölkerungsentwicklung zunehmend mehr Aufmerksamkeit, zumal in dieser Zeit auch in Deutschland das Max-Planck-Institut für demografische Forschung (MPIDR) in Rostock gegründet wurde.
Nach positiver externer Evaluation und der Zuteilung von Sondermitteln beschloss die ÖAW 2001, das Institut erheblich zu vergrößern und auch zu internationalisieren. Unter dem designierten neuen Direktor Wolfgang Lutz wurden der Name der Einrichtung und die Arbeitssprache geändert, zusätzliche Forschungs- und Verwaltungskräfte eingestellt, die Forschungsbereiche erweitert, die Publikationstätigkeit verstärkt (vermehrt im Peer-Review-Verfahren), und man übersiedelte in neue und zunehmend größere Büroräume im Wiener 4. Bezirk (2002–2007 in der Prinz-Eugen-Straße 8–10, danach 2007–2015 in der Wohllebengasse 12–14).
Die Forschungstätigkeiten am VID nahmen weiter zu und fanden erhöhte Beachtung sowohl bei politischen Entscheidungsträgern als auch in der wissenschaftlichen Fachwelt, was sich daran zeigt, dass Wissenschaftler des VID (die Mehrzahl der Angestellten sind Frauen) inzwischen regelmäßig an großen internationalen Forschungsprojekten teilnehmen oder diese koordinieren, etwa an den Forschungsrahmenprogrammen der Europäischen Union, und Bestätigung in Form von beträchtlichen Fördermitteln aus staatlichen und supranationalen Forschungsfonds wie dem Europäischen Forschungsrat (ERC) bekommen. Wolfgang Lutz erhielt 2010 den mit 1,5 Mio. Euro dotierten Wittgenstein-Preis und gründete daraus das Wittgenstein Centre for Demography and Global Human Capital.
Zum 40. Jahrestag seiner Gründung feierte das VID dieses und weitere Jubiläen mit einem Symposion über „Demography that Matters“.
2023 übernahm Marc Luy die Institutsleitung von Wolfgang Lutz an, der von 2002 bis 2022 Direktor des Instituts war. Die neue Leitung der Forschungseinrichtung wird komplettiert durch die stellvertretenden Direktoren Alexia Fürnkranz-Prskawetz und Tomas Sobotka.

## Forschungsgebiete
Das VID beschäftigt derzeit rund 40 Forschungskräfte, die meisten mit einem Hintergrund in Wirtschaftswissenschaft, Mathematik/Statistik, Geographie bzw. Humangeographie, Gesundheitswissenschaften oder Soziologie, um die zentralen Forschungsthemen der Demographie – Fertilität, Mortalität und Migration sowie eine Reihe von Unterbereichen – abzudecken. Im Laufe der 40 Jahre hat sich das Forschungsinteresse von der Kernkompetenz für österreichische und später europäische Demographie zu einer globalen Perspektive auf wichtige Fragen der Entwicklung von Bevölkerung und Humankapital erweitert.
Derzeit arbeitet das VID auf fünf Hauptforschungsgebieten, die verschiedenen Forschungsgruppen zugeteilt sind, obwohl hier eine Durchlässigkeit und Zusammenarbeit besteht:
- Demography of Austria (geleitet von Richard Gisser und Isabella Buber-Ennser)
- Comparative European Demography (Tomáš Sobotka)
- Population Economics (Michael Kuhn und Gustav Feichtinger)
- Health and Longevity (Marc Luy)
- Human Capital Data Lab (Anne Goujon)

## Publikationen
Neben den individuellen Beiträgen einzelner Institutsmitglieder für eine Reihe von Fachzeitschriften gibt das VID die folgenden regelmäßigen Veröffentlichungen heraus:
- Vienna Yearbook of Population Research (VYPR)[4] – seit 2003 publiziert das „Yearbook“ in Peer-Review begutachtete Forschungsartikel auf Englisch zu demographischen Trends sowie theoretischen oder methodischen Fragen der Bevölkerungswissenschaft, üblicherweise in der Form eines Tagungsbands der jeweils vorjährigen VID/Wittgenstein-Konferenz, die immer einem bestimmten Thema der Demographie gewidmet ist. Daneben enthält das VYPR Demographic Debates angefragte Artikel über Themen von aktuellem wissenschaftlichem Interesse im Fach, und schließlich gibt es Beiträge zu Data & Trends, in denen Entwicklungen und Trends bei Aspekten des Bevölkerungswandels in Österreich und in Europa abgebildet werden
- Demografische Forschung aus erster Hand[5] – ein deutschsprachiger Newsletter (in Zusammenarbeit mit dem Max-Planck-Institut für demografische Forschung) zur Information von Journalisten und politischen Entscheidungsträgern in Deutschland, Österreich und der Schweiz, erscheint ca. viermal jährlich
- VID Working Papers – gelegentliche Artikel auf Englisch, meist von Angehörigen des VID
- Forschungsberichte – gelegentliche Artikel, meist auf Deutsch und ebenfalls mehrheitlich von Angehörigen des VID
- European Demographic Data Sheet[6] – alle zwei Jahre präsentiert das VID die wesentlichen Zahlen und Daten zu einem Thema der Demographie (wie etwa Alterung, Migration, Fruchtbarkeit) auf einem Poster im DIN-A1-Format mit Karten und Abbildungen